# Osor (Girona)
Osor ist eine katalanische Gemeinde mit 418 Einwohnern (Stand: 2024) in der Provinz Girona im Nordosten Spaniens. Sie liegt in der Comarca Selva. Die Gemeinde besteht neben dem Hauptort Osor aus den Ortschaften Les Mines d’Osor, Sant Miquel de Ter und Santa Creu d’Horta.

## Geographie
Osor liegt etwa 24 Kilometer westsüdwestlich von Girona und etwa 88 Kilometer nordöstlich von Barcelona in einer Höhe von ca. 340 m. Im Norden der Gemeinde fließt der Ter. 

## Demografie
| 1970 | 1981 | 1991 | 2001 | 2011 | 2021 |
| ---- | ---- | ---- | ---- | ---- | ---- |
| 931  | 484  | 494  | 206  | 451  | 428  |

## Kultur und Sehenswürdigkeiten
- alte Brücke aus dem 15. Jahrhundert
- Peterskirche in Osor
- Marien- und Wallfahrtskirche
- Kreuzkirche in Santa Creu d’Horta
- Michaeliskapelle in Sant Miquel de Ter (Maifré)
- Josephskapelle

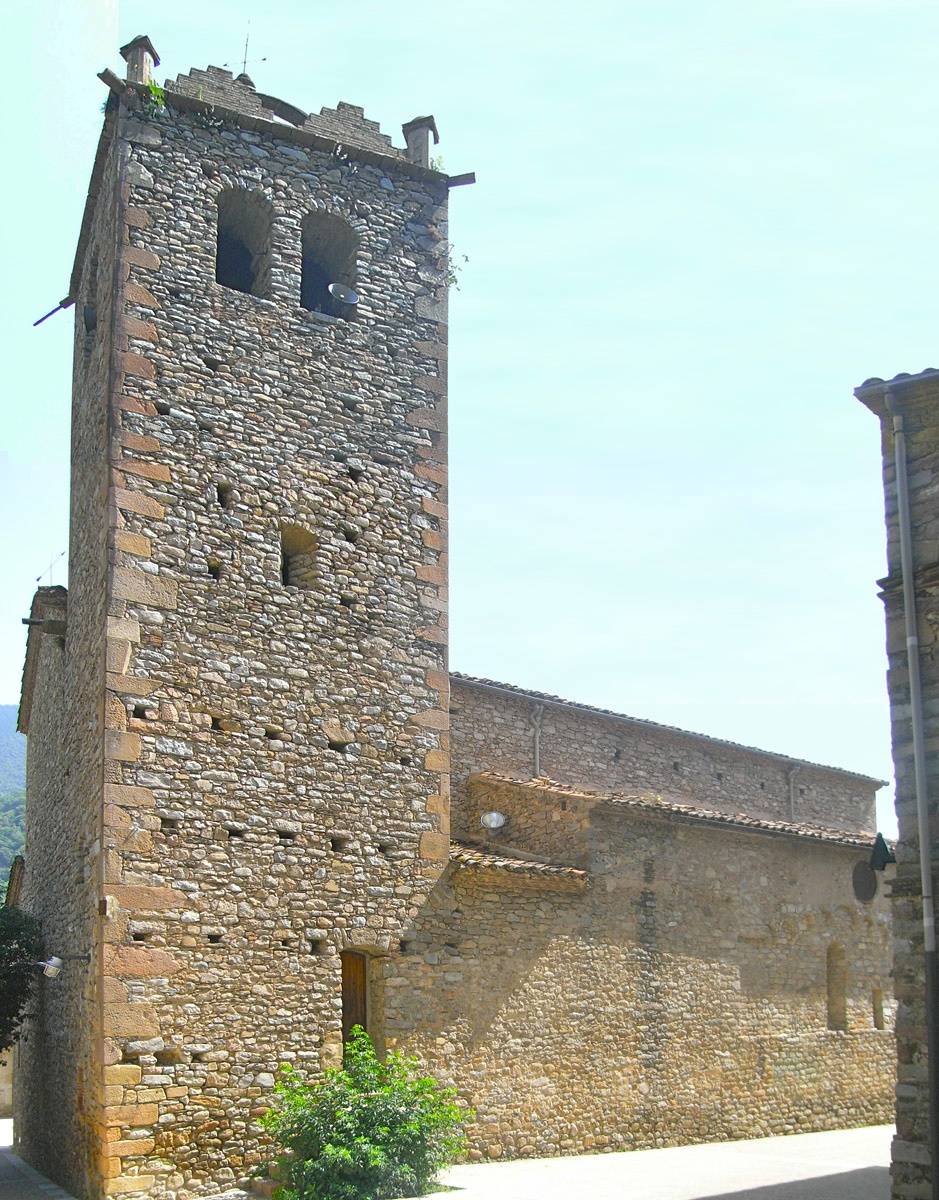
Peterskirche
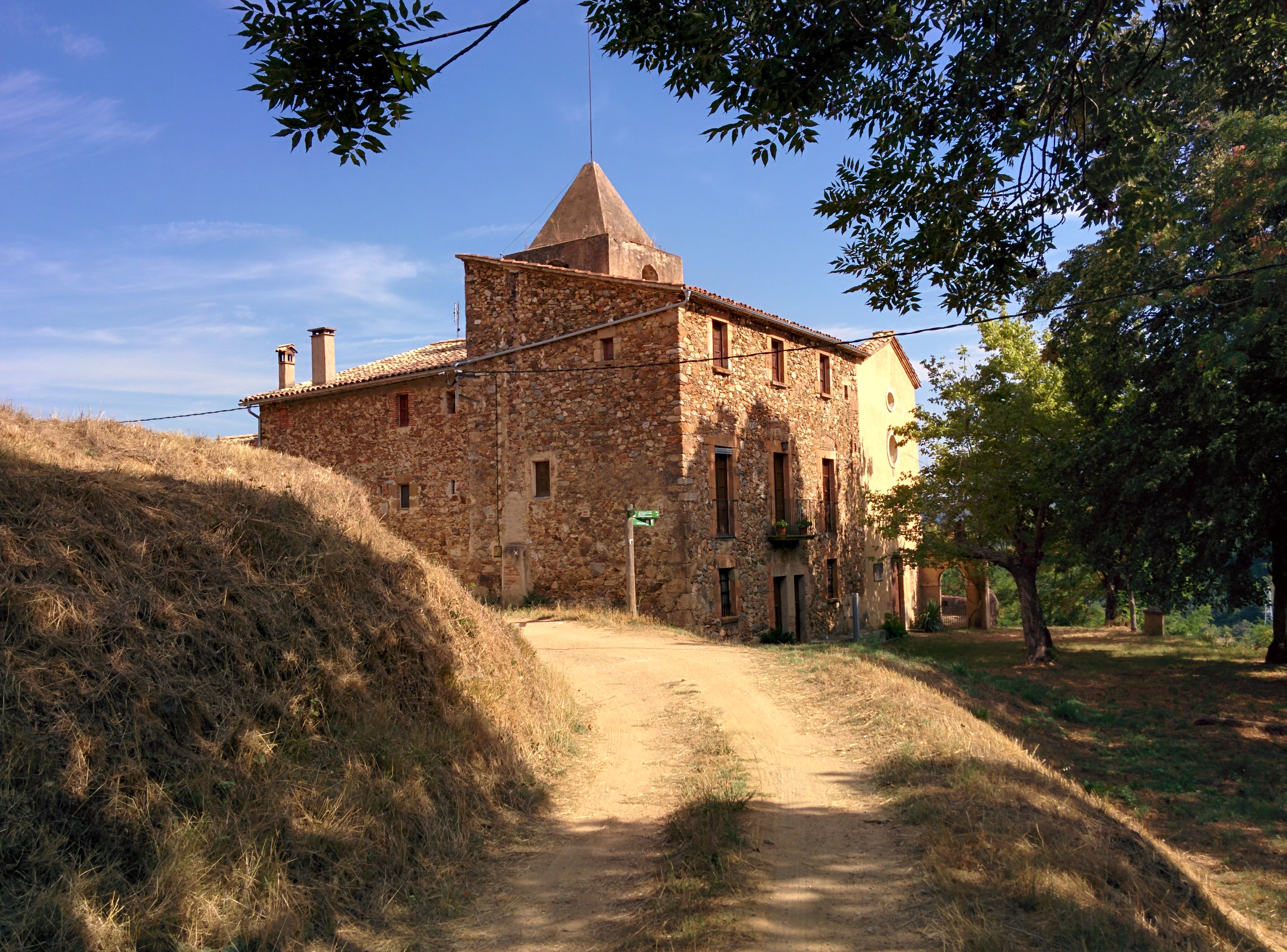
Kreuzkirche
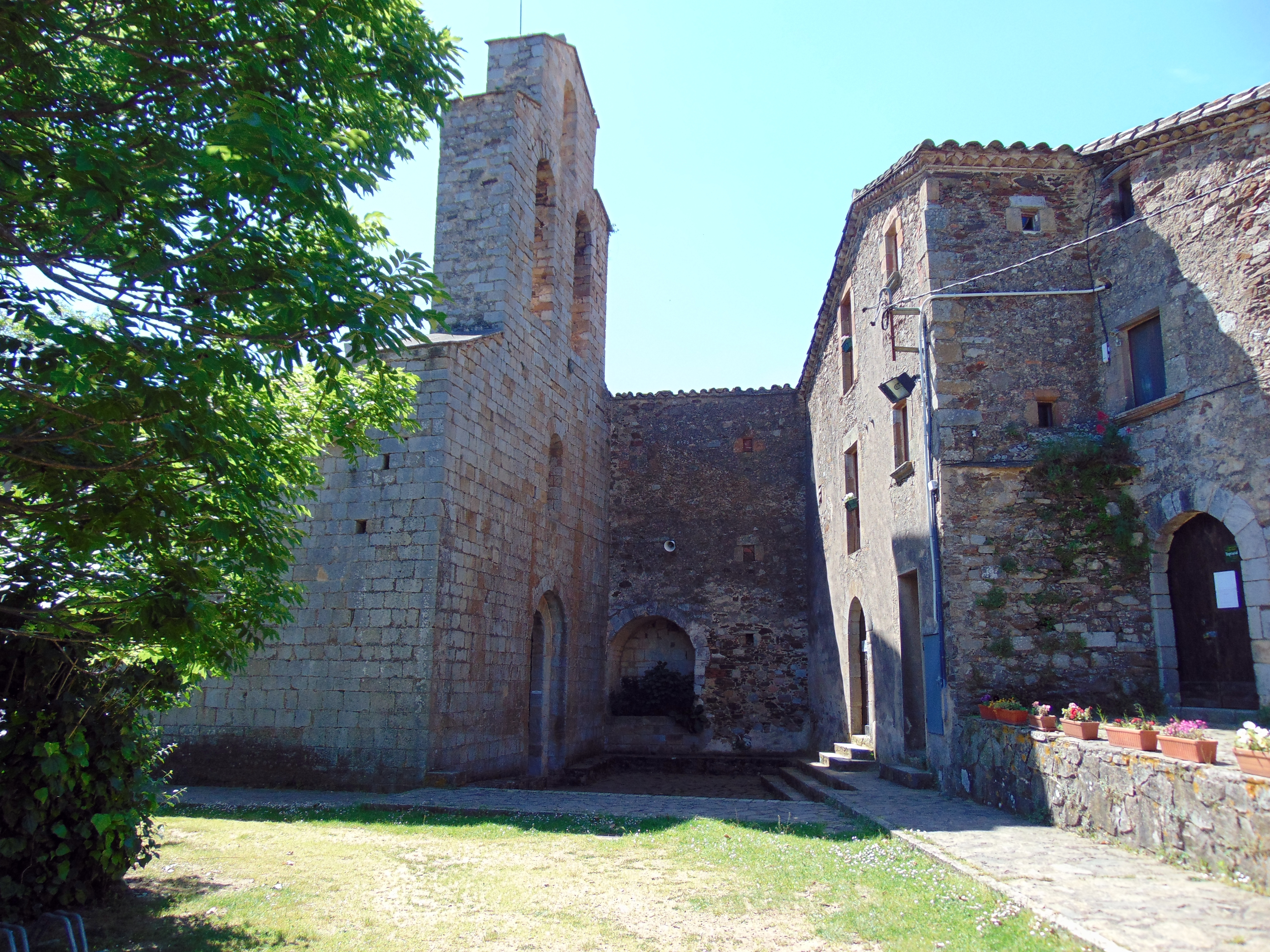
Marien- und Wallfahrtskirche
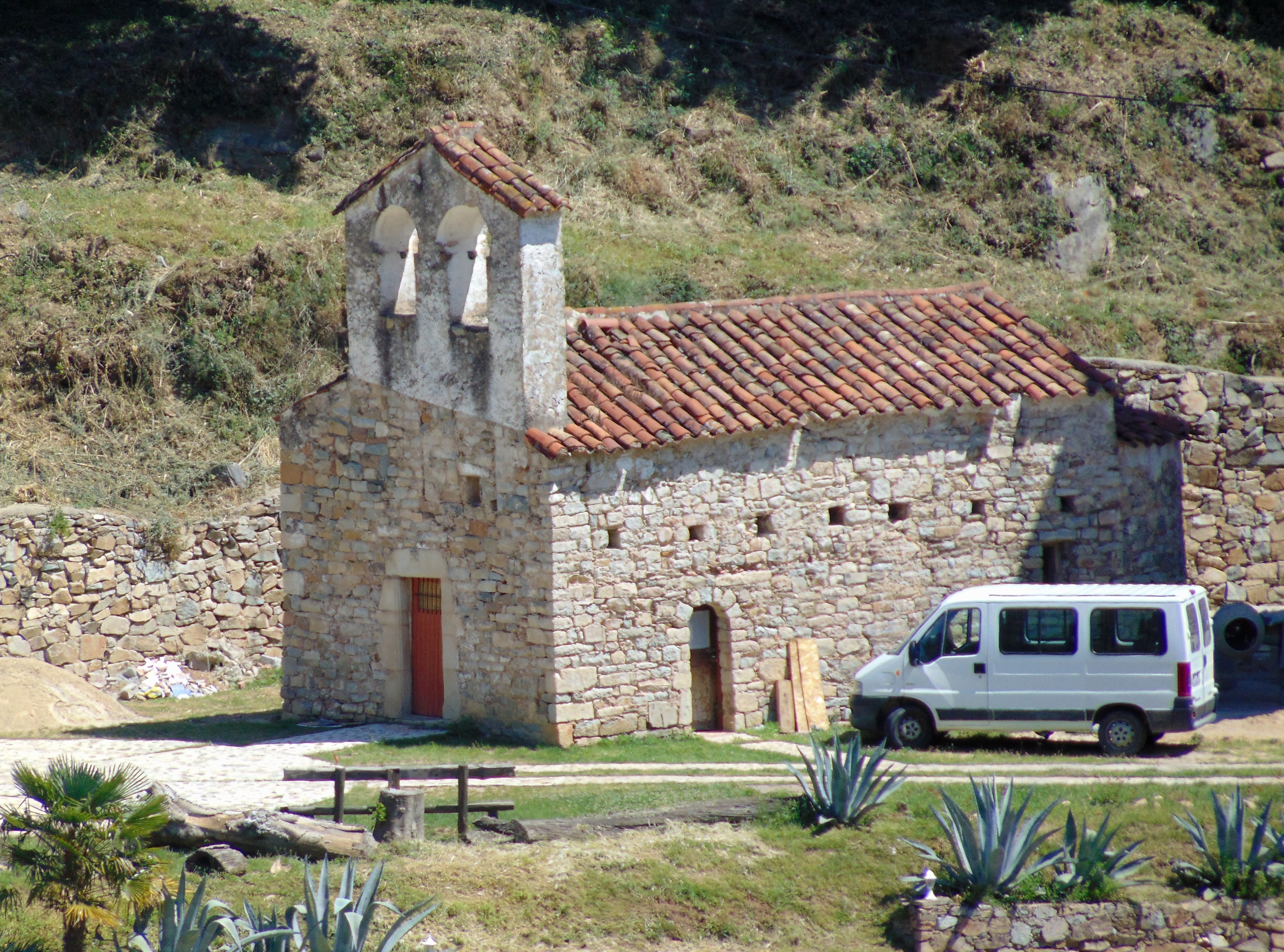
Michaeliskapelle